# 青森運輸支局
青森運輸支局（あおもりうんゆしきょく）は国土交通省の地方支分部局である運輸支局のひとつ。東北運輸局管内。

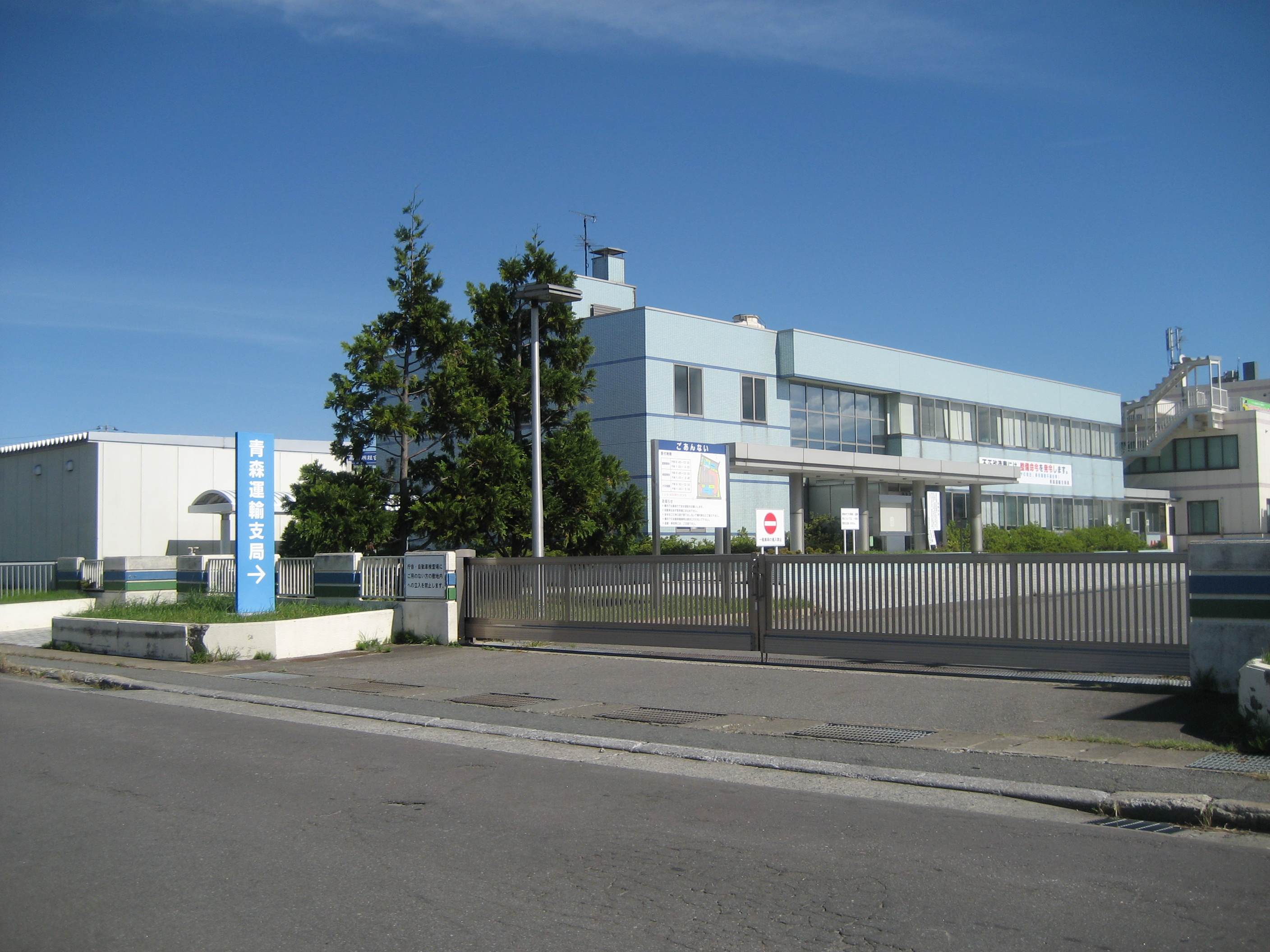
青森運輸支局

青森市の本庁舎（陸運部門・海事部門を併設）の他、八戸市に陸運・海事それぞれの出先機関を置く。

## 所在地
- 青森運輸支局本庁舎 - 青森県青森市大字浜田字豊田139-13
  - 八戸自動車検査登録事務所（陸運部門） - 青森県八戸市桔梗野工業団地2丁目12-12
  - 八戸海事事務所（海事部門） - 青森県八戸市築港街2丁目16　八戸港湾合同庁舎2階

## 管轄区域

### 陸運部門
- 青森運輸支局本庁舎 - 青森県津軽地方・下北地方（青森市・黒石市・五所川原市・むつ市・つがる市・平川市・東津軽郡・西津軽郡・中津軽郡・南津軽郡・北津軽郡・下北郡・上北郡横浜町・野辺地町）
  - ここで交付されるナンバープレートは「青森」ナンバーになる。ただし弘前市、中津軽郡西目屋村は「弘前」ナンバーになる。
  - 八戸ナンバー登場までは青森県全域を対象に「青」ナンバーを交付していた。
- 八戸自動車検査登録事務所 - 青森県南部地方（八戸市・三沢市・十和田市・三戸郡・上北郡おいらせ町・七戸町・東北町・六戸町・六ヶ所村）
  - 1983年（昭和58年）12月5日青森県陸運事務所八戸支所として発足。
  - ここで交付されるナンバープレートは「八戸」ナンバーになる。

### 海事部門
- 青森運輸支局本庁舎 - 八戸海事事務所管轄区域を除く青森県全域及び秋田県鹿角郡
- 八戸海事事務所 - 尻屋岬港・むつ小川原港・八戸港周辺の自治体（青森県八戸市・三沢市・三戸郡（五戸町・三戸町・新郷村・田子町・南部町・階上町）・上北郡の一部（七戸町・おいらせ町・東北町・六戸町・六ヶ所村）・下北郡東通村）および久慈港周辺の自治体（岩手県久慈市・二戸市・九戸郡（軽米町・九戸村・洋野町・野田村・山形村）・二戸郡（一戸町・浄法寺町））